# 濠城
濠城（日语：トウシンマカオ），是日本現役純種競賽馬匹。目前主要戰績有連霸2022及2023年京阪盃、於2024年勝出海洋錦標及人馬錦標，以及在2025年勝出京王盃春季盃。

## 出賽前
2019年5月1日出生於北海道新日高町服部牧場，成長途中被馬主公司Sato Co. Ltd.（由佐藤新吾擔任負責人）購入，其後交由美浦訓練中心練馬師高柳瑞樹訓練。

## 競賽生涯

### 2歲
2021年8月29日出戰新潟競馬場2歲新馬戰，比賽初段選擇於第二的先頭位置展開推進，在直路上迅速拋離對手展開加速，最終以2 1/2馬位優勢取得首勝。
11月6日挑戰二級賽京王盃兩歲錦標，選擇於約莫第三、四左右的位置推進下，在彎道處逐步上前透出，但在直路上仍然未能超越前方的飛迅神王，以第二的戰績完賽。
年末選擇以朝日盃未來錦標作為目標，雖然在比賽初段進佔第三的先頭位置並保持不俗的節奏，但在直路上始終未能進一步加速，最終以第六落敗。

### 3歲
2022年以番紅花賞作為首戰，繼續採用前置戰術保持於第三的位置，進入直路後隨即展開優秀的加速，最終拉開對手並阻止紫爍爍的追擊取得勝利。
其後選擇出戰獵鷹錦標，比賽初段維持於第五左右的位置，但在直路上僅能維持均速，最終無法展開突破下亦以第五落敗。
5月出戰NHK一哩賽，採用領放戰術一直守住最前方的位置，但在直路上無法維持走勢，不斷失速也以第八落敗。
夏季未有放草下出戰堅蘭盃，本次比賽採用居中戰術保持在馬群中央，於過彎時候稍為抽出外檔取位。進入直路後，其繼續在中外檔位置展開追擊，但最終敗於急風聲勢、出奇致勝及Vatreni取得第四。
稍為休養過後在10月出戰表列賽蛋白石錦標，保持在中團位置下在彎道位置抽出望空，最終在直路成功爆發出全場最快末腳速度，超越所有對手下取得勝利。
11月27日出戰三級賽京阪盃，賽前為第一人氣大熱。比賽開始後，其順利出閘下逐步由外檔位置閃入內欄，進佔先團的有利位置，並於彎道處開始尋找加速時機。進入直路後，其逐步於所在位置提速上前，最終成功在最後一步壓過領先的第十人氣伏兵櫻酒王，取得首個分級賽冠軍。

### 4歲
2023年首戰選擇為海洋錦標，本次比賽其選擇在中後方位置展開推進，但在直路未能完全加速下後上不及，敗於其他對手取得第四。
其後進軍高松宮紀念，然而比賽初段選擇後上戰術下完全無法在直路克服大爛地，未能由後方衝出下以第十五大敗。
6月11日出戰函館短途錦標，選擇前置戰術下一直維持於約莫第五的位置，於彎道時候稍為推出並在直路初段展開加速，可惜仍然未能追上慶典金圓下再被美肌后超越，最終以第三落敗。
其後以堅蘭盃作為目標，本次比賽仍然保持在先頭位置穩步推進，然而進入直路後局面和上仗一樣，其未能超越領先的Cinnamon Stick之餘亦被奈村佳盈趕上，最終以第三完賽。
進入秋季後，其嘗試增程出戰天鵝錦標，然而領放之下未能在直路保持速度，最終失速之下以第九落敗。
11月出戰京阪盃，本次比賽其選擇於中團第七的位置展開推進，在彎道處逐步發力下進佔外檔的位置。進入直路後，其隨即展開不俗的加速順利超前，最終壓制所有對手下以2馬位優勢達成連霸。

### 5歲
2024年首戰為海洋錦標，順利進佔先頭第五的有利位置後，一直以穩定的速度保持自身的優勢。進入直路後，其選擇於中檔位置突圍而出，最終超越其他對手之餘亦能阻止偉大凱撒及Birth Cry的攻勢，取得第三個分級賽冠軍。
3月24日乘勢挑戰高松宮紀念，本次比賽其選擇留守中團靠前第六左右的位置，於通過彎道時稍為外閃取位。進入直路後，其嘗試在外檔位置衝刺以避開內欄的爛地，但最終仍然未能迫近其他對手，取得第六的戰績。
1個本月後再度出戰1400米賽事京王盃春季盃，維持在先頭位置下在直路雖然處於望空狀態，但一直維持在均速之下未能突破，最終再度以第六完賽。
入秋後選擇以人馬錦標作為熱身，因為處於外檔第17檔起步下未能順利貼欄，因而選擇在中團外疊的位置逐步推進，同時在通過彎道時亦繼續保持於此。進入直路後，其逐步由中檔位置啟動加速，在中段進入全速狀態下不斷超越其他對手，最終在最後關頭壓贏中檔的大海女神及內欄的魔族美妙，取得第四個分級賽冠軍。
9月29日出戰短途馬錦標，面對純魔法的快放之下其選擇於中團位置展開推進，同時在彎道處逐步尋找位置加速。進入直路後，其仍然在內欄位置位置展開不俗的衝刺，可惜未能追上率先透出的賢德之君，以頸位差距憾負。
12月遠征香港以香港短途錦標作為目標，但受到遠征狀態下滑的影響下未能調整，最終反應平平下以第九落敗。

### 6歲
2025年上半年直走高松宮紀念，本次比賽繼續選擇於中團位置取位推進，並一直處於有遮擋的位置之中保留體力。進入直路後，其仍然處於馬群之中受到擠塞，直至中段才成功穿出展開加速，但可惜無法扭轉局面下敗於里見夢境、奈村佳盈及大海女神取得第四。
5月5日前往京王盃春季盃，比賽初段隨即從所處的外檔位置迅速向內靠攏，保持在約莫第五的中團位置。通過彎道進入直路後，其繼續維持不俗的走勢展開對前方的追擊，最終在中團位置成功進入狀態下超越內側取位的大海女神，以1 1/2馬位的優勢率先衝線，同時以1分18.3秒的完賽時間，打破東京競馬場草地1400米跑道的紀錄。

### 詳細賽績
| 日期       | 舉辦國家 | 馬場 | 距離   | 級別 | 賽事名稱       | 負重 | 騎師     | 馬號 | 出馬 | 名次 | 時間   | 頭馬（二馬）    |
| ---------- | -------- | ---- | ------ | ---- | -------------- | ---- | -------- | ---- | ---- | ---- | ------ | --------------- |
| 29/8/2021  | 日本     | 新潟 | 草1600 |      | 2歲新馬        | 54   | 戶崎圭太 | 5    | 18   | 1    | 1:35.3 | （Magma Ocean） |
| 6/11/2021  | 日本     | 東京 | 草1400 | GII  | 京王盃兩歲錦標 | 55   | 戶崎圭太 | 8    | 14   | 2    | 1:21.5 | 飛迅神王        |
| 19/12/2021 | 日本     | 阪神 | 草1600 | GI   | 朝日盃未來錦標 | 55   | 戶崎圭太 | 12   | 15   | 6    | 1:34.0 | 勝局在望        |
| 29/1/2022  | 日本     | 東京 | 草1400 | L    | 番紅花錦標     | 56   | 戶崎圭太 | 6    | 9    | 1    | 1:21.8 | （紫爍爍）      |
| 19/3/2022  | 日本     | 中京 | 草1400 | GIII | 獵鷹錦標       | 57   | 戶崎圭太 | 8    | 18   | 5    | 1:21.5 | 紫爍爍          |
| 8/5/2022   | 日本     | 東京 | 草1600 | GI   | NHK一哩賽      | 57   | 戶崎圭太 | 6    | 18   | 8    | 1:33.1 | 野田赤蠍        |
| 28/8/2022  | 日本     | 札幌 | 草1200 | GIII | 堅蘭盃         | 53   | 川田將雅 | 16   | 15   | 4    | 1:09.5 | 急風乘勢        |
| 9/10/2022  | 日本     | 阪神 | 草1200 | L    | 蛋白石錦標     | 54   | 鮫島克駿 | 16   | 16   | 1    | 1:08.6 | （旭照丹心）    |
| 27/11/2022 | 日本     | 阪神 | 草1200 | GIII | 京阪盃         | 55   | 鮫島克駿 | 14   | 16   | 1    | 1:07.2 | （櫻酒王）      |
| 29/1/2023  | 日本     | 中京 | 草1200 | GIII | 絲路錦標       | 58.5 | 鮫島克駿 | 15   | 15   | 4    | 1:07.8 | 奈村佳盈        |
| 26/3/2023  | 日本     | 中京 | 草1200 | GI   | 高松宮紀念     | 58   | 鮫島克駿 | 14   | 18   | 15   | 1:13.0 | 初勁            |
| 11/6/2023  | 日本     | 函館 | 草1200 | GIII | 函館短途錦標   | 58   | 鮫島克駿 | 1    | 16   | 3    | 1:08.5 | 美肌后          |
| 27/8/2023  | 日本     | 札幌 | 草1200 | GIII | 堅蘭盃         | 57   | 鮫島克駿 | 12   | 16   | 3    | 1:10.1 | 奈村佳盈        |
| 28/10/2023 | 日本     | 京都 | 草1400 | GII  | 天鵝錦標       | 57   | 横山和生 | 4    | 18   | 9    | 1:20.6 | 極級必勝        |
| 26/11/2023 | 日本     | 京都 | 草1200 | GIII | 京阪盃         | 58   | 菅原明良 | 17   | 18   | 1    | 1:07.4 | （賢德之君）    |
| 2/3/2024   | 日本     | 中山 | 草1200 | GIII | 海洋錦標       | 57   | 横山武史 | 15   | 16   | 1    | 1:08.0 | （偉大凱撒）    |
| 24/3/2024  | 日本     | 中京 | 草1200 | GI   | 高松宮紀念     | 58   | 李慕華   | 5    | 18   | 6    | 1:09.7 | 消暑樂祭        |
| 11/5/2024  | 日本     | 東京 | 草1400 | GII  | 京王盃春季盃   | 57   | 菅原明良 | 1    | 15   | 6    | 1:20.2 | 出奇致勝        |
| 8/9/2024   | 日本     | 中京 | 草1200 | GII  | 人馬錦標       | 57   | 菅原明良 | 17   | 18   | 1    | 1:07.7 | （大海女神）    |
| 29/9/2024  | 日本     | 中山 | 草1200 | GI   | 短途馬錦標     | 58   | 菅原明良 | 2    | 16   | 2    | 1:07.0 | 賢德之君        |
| 8/12/2024  | 香港     | 沙田 | 草1200 | GI   | 香港短途錦標   | 57   | 菅原明良 | 8    | 14   | 9    | 1:08.9 | 嘉應高昇        |
| 30/3/2025  | 日本     | 中京 | 草1200 | GI   | 高松宮紀念     | 58   | 横山武史 | 12   | 18   | 4    | 1:08.3 | 里見夢境        |
| 3/5/2025   | 日本     | 東京 | 草1400 | GII  | 京王盃春季盃   | 58   | 横山武史 | 9    | 12   | 1    | 1:18.3 | （大海女神）    |

## 血統簡介
父系大仁大勇為日本賽駒，生涯戰績優秀並活躍於短途賽事，曾勝出2016年高松宮紀念。祖父櫻花進王為日本賽駒，生涯稱霸短途賽事，於1993及1994年連霸短途馬錦標。
母系Yukino Mermaid為日本賽駒，生涯僅勝出條件戰級別的賽事。外祖父特別週為日本賽駒，生涯戰績彪炳，曾勝出1998年東京優駿（日本打吡），於1999年稱霸春秋天皇賞並於日本盃擊退眾多外敵，而被稱為「日本總大將」。

### 血統表
| 父線：Tesco Boy系（Princely Gift系）                     |                               |                                |               |
| 種馬 大仁大勇 2011年（棗色）                             | 櫻花進王 1989年（棗色）       | Sakura Yutaka O 1982年（栗色） | Tesco Boy     |
| 種馬 大仁大勇 2011年（棗色）                             | 櫻花進王 1989年（棗色）       | Sakura Yutaka O 1982年（栗色） | Angelica      |
| 種馬 大仁大勇 2011年（棗色）                             | 櫻花進王 1989年（棗色）       | Sakura Hogaromo                | 北方風味      |
| 種馬 大仁大勇 2011年（棗色）                             | 櫻花進王 1989年（棗色）       | Sakura Hogaromo                | Clear Amber   |
| 種馬 大仁大勇 2011年（棗色）                             | Suyabonn 2005年（棗色）       | 金滿寶                         | 淘金者        |
| 種馬 大仁大勇 2011年（棗色）                             | Suyabonn 2005年（棗色）       | 金滿寶                         | Miesque       |
| 種馬 大仁大勇 2011年（棗色）                             | Suyabonn 2005年（棗色）       | Relish                         | 鞍匠井        |
| 種馬 大仁大勇 2011年（棗色）                             | Suyabonn 2005年（棗色）       | Relish                         | Reloy         |
| 繁殖雌馬 Yukino Mermaid 2003年（栗色）                   | 特別週 1995年（深棗色）       | 週日寧靜                       | Halo          |
| 繁殖雌馬 Yukino Mermaid 2003年（栗色）                   | 特別週 1995年（深棗色）       | 週日寧靜                       | Wishing Well  |
| 繁殖雌馬 Yukino Mermaid 2003年（栗色）                   | 特別週 1995年（深棗色）       | Campaign Girl                  | 丸善斯基      |
| 繁殖雌馬 Yukino Mermaid 2003年（栗色）                   | 特別週 1995年（深棗色）       | Campaign Girl                  | Lady Shiraoki |
| 繁殖雌馬 Yukino Mermaid 2003年（栗色）                   | Suspense Queen 1991年（栗色） | 木人                           | 淘金者        |
| 繁殖雌馬 Yukino Mermaid 2003年（栗色）                   | Suspense Queen 1991年（栗色） | 木人                           | Playmate      |
| 繁殖雌馬 Yukino Mermaid 2003年（栗色）                   | Suspense Queen 1991年（栗色） | Crystal Cup                    | 尼真斯基      |
| 繁殖雌馬 Yukino Mermaid 2003年（栗色）                   | Suspense Queen 1991年（栗色） | Crystal Cup                    | Rose Bowl     |
| 雌系：號族：4-i                                          |                               |                                |               |
| 五代內近親交配：淘金者 4×4、尼真斯基 5×4、北地舞人 5×5×5 |                               |                                |               |

## 命名由來
名字中，Toshin（トウシン）為馬主佐藤新吾、Sato Co. Ltd.之冠名，來源不明；Macau（マカオ）即是澳門，香港只取後半部分，並以此之別稱「濠城」作為翻譯。

## 外部連結
- 濠城 netkeiba.com （页面存档备份，存于）
- 血統表 （页面存档备份，存于）